# راک میلز (آلاباما)
راک میلز (به انگلیسی: Rock Mills) شهرکی در شهرستان راندولف ایالت آلاباما است که مساحت آن ۱۶٫۳۹ کیلومترمربع است و در سرشماری سال ۲۰۱۰ میلادی، ۶۰۰ نفر جمعیت داشته و تراکم جمعیتی آن، ۳۶٫۶۱ در کیلومترمربع بوده است.